# Royal Botanic Gardens, Kew
Royal Botanic Gardens, Kew, er et offentlig institution i Storbritannien som er underlagt Department for Environment, Food and Rural Affairs. Det er en internationalt betydende botanisk forsknings- og uddannelsesinstitution som beskæftiger omkring 1.100 medarbejdere. Dens bestyrelse ledes af Amelia Fawcett.
Organisationen administrerer den botaniske have Kew Gardens i Richmond upon Thames i det sydvestlige London og Wakehurst Place, en National Trust-ejendom i Sussex, som er hjemsted for den internationalt vigtige Millennium Seed Bank, hvor videnskabsmænd arbejder med søsterorganisationer i mere end 95 lande. Kew har sammen med Forestry Commission i 1923 grundlagt Bedgebury National Pinetum i Kent med speciale i dyrkning af nåletræer. I 1994 blev Castle Howard Arboretum Trust, som driver Yorkshire Arboretum, dannet som et partnerskab mellem Kew og Castle Howard Estate.
I 2019 havde organisationen 2.316.699 offentlige besøgende i Kew og 312.813 i Wakehurst. Dens område på 132 ha ved Kew har 40 historisk vigtige bygninger og blev optaget på UNESCO's Verdensarvsliste i 2003. Samlingerne i Kew og Wakehurst omfatter over 27.000 taksa af levende planter, 8,3 millioner plante- og svampeherbarieekesemplarer og over 40.000 arter i frøbanken.

## Mission
The Royal Botanic Gardens, Kew's mission er at anvende videnskabelig opdagelse og forskning til fuldt ud at udvikle information om og potentielle anvendelser af planter og svampe.

## Ledelse
Kew er styret af et bestyrelse, der består af en formand og elleve medlemmer. Formanden og ti medlemmer udpeges af den britiske miljøminister (Secretary of State for Environment, Food and Rural Affairs). Den britiske monark udpeger det sidste bestyrelsesmedlem efter indstilling fra ministeren.

## Eksterne links
- Officiel hjemmeside
- A Year at Kew – BBC-dokumentar bag kulisserne i Kew Gardens

51°28′43″N 0°17′44″V / 51.47869°N 0.29561°V